# Poilu

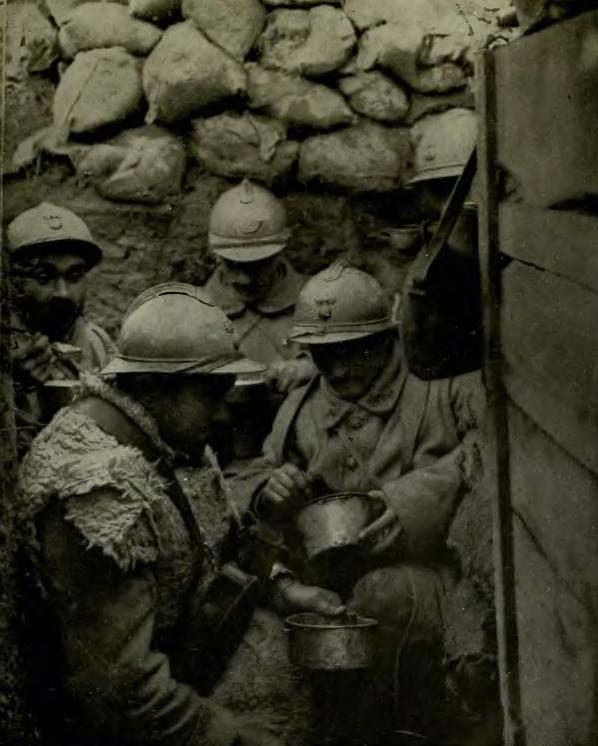
Poilu w okopach

Poilu – określenie żołnierza piechoty armii francuskiej podczas I wojny światowej. Termin pochodzi od słowa poil (pl. włos) i wziął się od faktu, że niektórzy żołnierze podczas wojny nie golili się, przez co posiadali bujne brody oraz wąsy, określenie przyjęło się jednak dla wszystkich walczących podczas wojny.
Typowy wygląd poilu był szeroko wykorzystywany we francuskiej propagandzie wojennej, a także umieszczany na wojennych pomnikach. Stereotypowy poilu był określany jako waleczny i odważny, jednakże często niezdyscyplinowany żołnierz. Fakt ten został w pewien sposób utrwalony przez dowództwo francuskie wraz z rozpoczęciem w 1917 roku wielkiego buntu żołnierzy przeciwko ofensywnej taktyce wojennej prowadzonej przez Roberta Nivelle.
Ostatnim żyjącym poilu był Lazare Ponticelli, który zmarł w Le Kremlin-Bicêtre 12 marca 2008 roku w wieku 110 lat.